# 19208 Starrfield
19208 Starrfield è un asteroide della fascia principale. Scoperto nel 1992, presenta un'orbita caratterizzata da un semiasse maggiore pari a 2,4147767 UA e da un'eccentricità di 0,2031885, inclinata di 2,89671° rispetto all'eclittica.